# Соломон, Излер
Излер Соломон (англ. Izler Solomon; 11 января 1910, Сент-Пол, штат Миннесота, США — 6 декабря 1987, Форт-Уэйн, штат Индиана, США) — американский дирижёр.
В 1936—1941 гг. возглавлял Иллинойсский симфонический оркестр, в 1941—1949 гг. Коламбусский филармонический оркестр и в 1956—1976 гг. Индианаполисский симфонический оркестр. После инсульта в 1976 г. отошёл от музыкальной деятельности и передал свой архив, включающий целый ряд нотных автографов, Индианскому университету.
Высокую оценку получил ряд записей Соломона — в частности, первая в мире запись Второго скрипичного концерта Макса Бруха (1954, солист Яша Хейфец). Кроме того, Соломон много работал с произведениями современных американских композиторов: только за пять лет руководства Иллинойсским оркестром он осуществил 150 премьер.